# Goldzackhalle

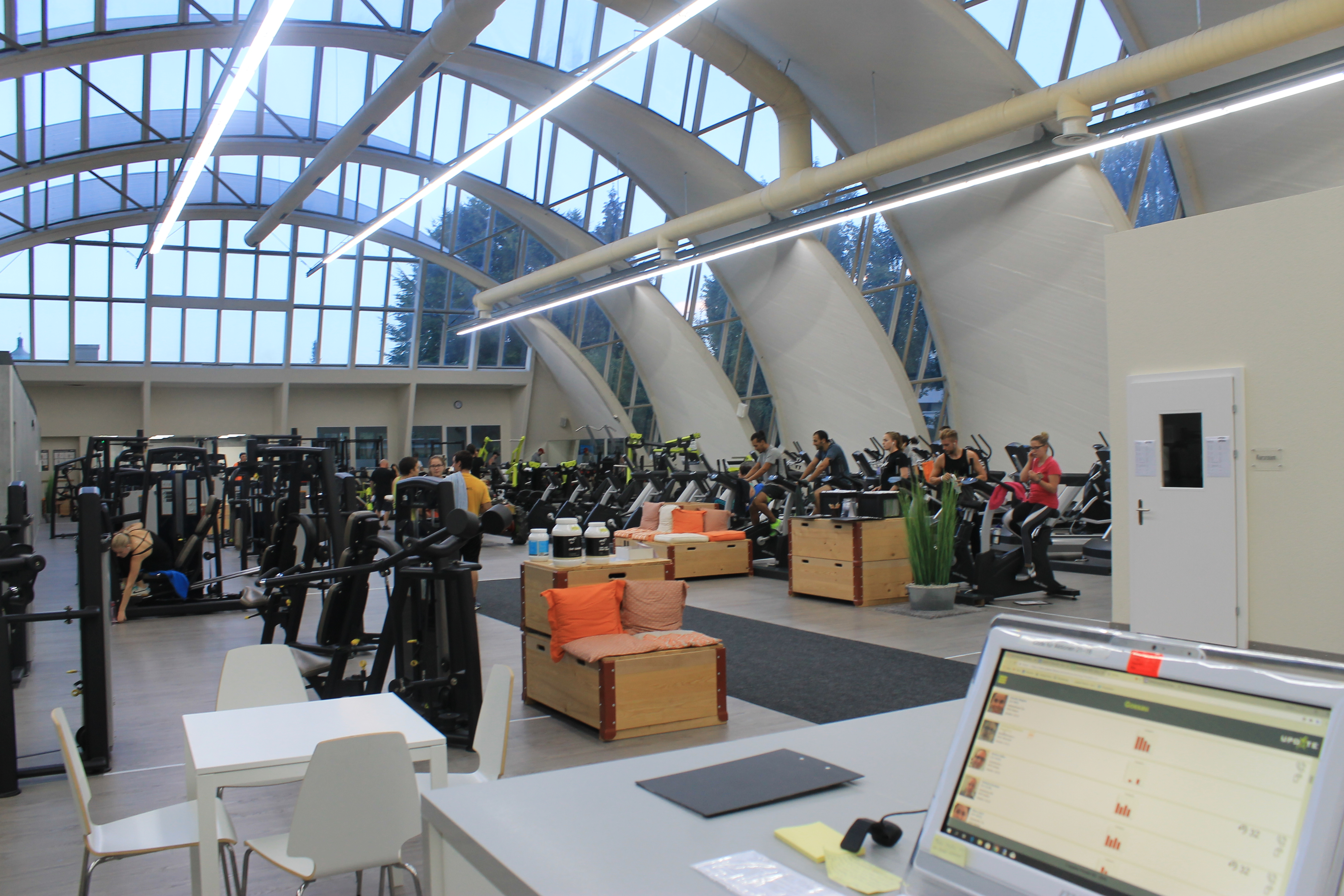
Innenansicht

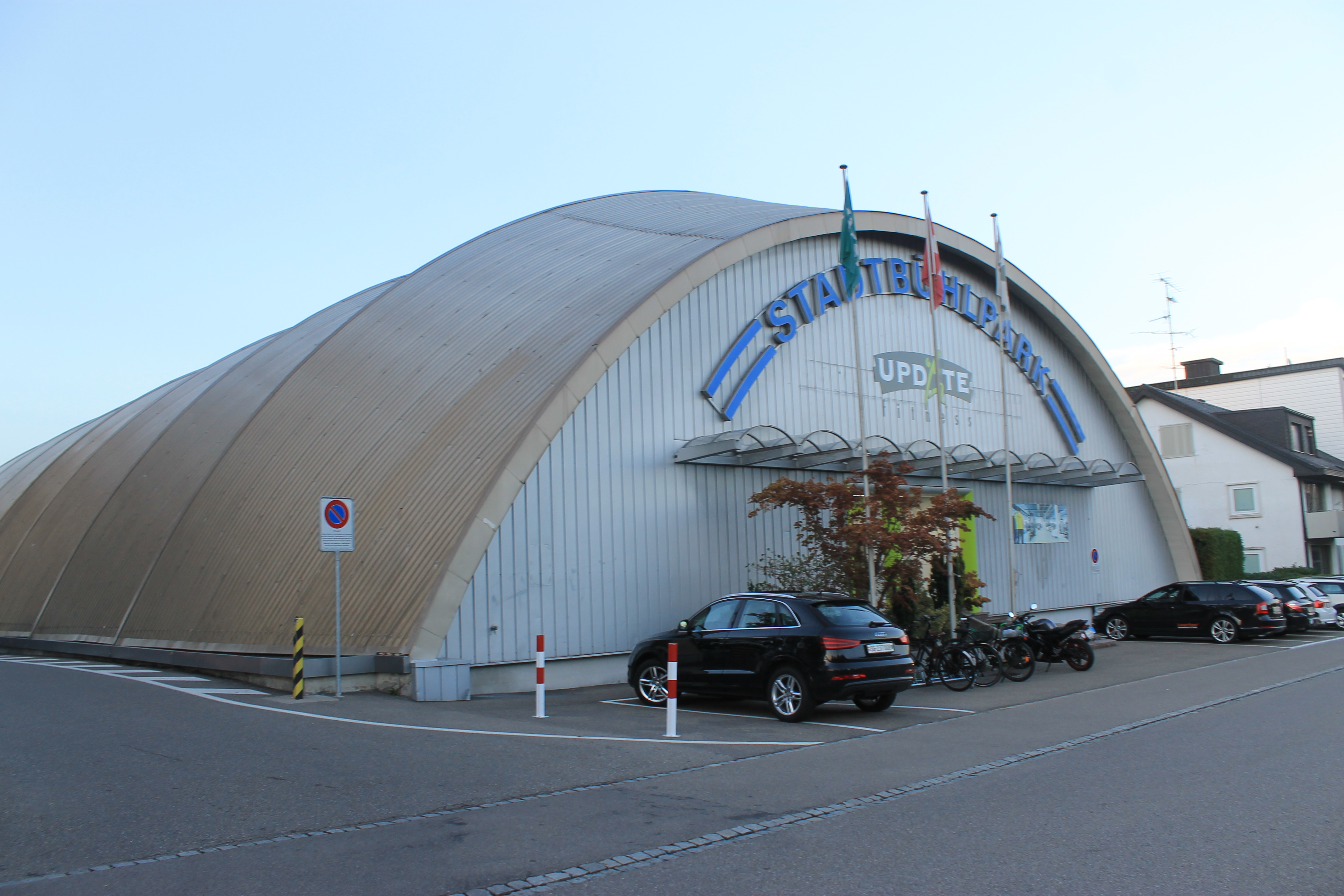
Aussenansicht

Die Goldzackhalle in Gossau ist eine denkmalgeschützte Industriehalle in der Schweiz. Sie wird im Bundesinventar der Schweiz als «Kulturgut von nationaler Bedeutung» kategorisiert.

## Geschichte
Die Halle wurde 1954/55 als Erweiterungsbau von der Gossauer Gummibandfabrik Goldzack errichtet. Geplant wurde die Halle von den St. Galler Architekten Heinrich Danzeisen und Hans Voser zusammen mit dem Basler Ingenieur Heinz Hossdorf. In den 1970er Jahren gab die Firma Goldzack auf. Danach wurden in der Halle während einigen Jahren Tempo-Papiertaschentücher produziert. 1987 kaufte die Gossauer Textilfirma Josef Breitenmoser AG die Halle. 1987 übernahm die benachbarte Textilfirma Josef Breitenmoser AG (kurz Bremo) die Halle und nutzte sie als Verkaufslokal. 2015 gab die Bremo ihren Geschäftsbetrieb auf. Die Halle stand dann leer. Seit September 2016 wird die Halle von Update Fitness als Fitness-Studio genutzt.

## Architektur
Die Goldzack-Halle hat eine Nutzfläche von 1400 m² und verfügt über keine Säulen. Sie gilt als Meisterleistung der Nachkriegsarchitektur in der Schweiz. Es handelt sich um einen Kreiszylinder-Shedbau. Die Halle besteht aus sechs Betonschalen mit einer Stärke zwischen 7 und 12 Zentimetern. Die Schalen wurden 1954/55 vor Ort im Abstand von jeweils zwei Wochen mit Hilfe des Spritzbetonverfahrens erstellt, welches internationale Aufmerksamkeit hervorrief. So entstand eine stützenfreie Halle von 50 × 28 Metern. Die Betonschalen wurden ursprünglich mit Welleternit verkleidet, später mit golden glänzendem Wellblech. Fotos und Pläne der Halle wurden 1964 im Rahmen der Ausstellung «Twentieth Century Engineering» im New Yorker Museum of Modern Art ausgestellt.